# مارمولک‌وارگان دوزبانه
مارمولک‌وارگان دوزبانه (به لاتین: Diploglossa) یک کلاد از نومارمولک‌ریختان است که توسط خانواده‌های Xenosauridae, Diploglossidae, Anniellidae و مارمولکان بی‌دست‌وپا نمایندگی می‌شود که سه مورد آخر در بالاخانوادهٔ Anguioidea قرار می‌گیرند. در گذشته مارمولک تمساح چینی به عنوان xenosaurid طبقه‌بندی می‌شد. کار مولکولی کنونی شواهدی از گونه‌های مرتبط با بزمجه‌واران در کلاد دیرین‌مارمولک‌ریختان را نشان داده‌است.